# (90568) 2004 GV9
(90568) 2004 GV9 est un objet transneptunien découvert en 2004 par le programme NEAT. Il fait partie des cubewanos.